# Albertisia porcata
Albertisia porcata là một loài thực vật có hoa trong họ Biển bức cát. Loài này được Breteler mô tả khoa học đầu tiên năm 1990.